# Шабур (село)
Ша́бур — село в Заиграевском районе Бурятии. Образует сельское поселение «Шабурское».

## География
Расположено на левом берегу реки Шабар (бур. шабар — «грязь, слякоть»), верхней составляющей реки Брянки, в горно-таёжной местности, на автодороге местного значения Новая Брянь — Шабур — Кусоты, в 22 км к юго-западу от посёлка Челутай (24 км) и в 57 км к югу от районного центра — пгт Заиграево. По правому берегу реки Шабур, пересекая её юго-восточнее села, проходит железнодорожная линия Челутай — Тугнуй.

## История
Шабур основан в 1942 году как лесоучасток Челутаевского леспромхоза. Действовал передвижной шпалозавод. В 1945 году к Шабуру была подведена железная дорога от станции Челутай на Транссибирской магистрали. В 1946 году открылась начальная школа (с 1969 — средняя школа). В 1965 году построен шпалозавод.

## Население
| 2002  | 2010  | 2012  | 2013  | 2014  | 2015  | 2016  |
| ----- | ----- | ----- | ----- | ----- | ----- | ----- |
| 1316  | ↘1235 | ↘1208 | ↘1191 | ↘1178 | ↘1172 | ↘1155 |
| 2017  | 2018  | 2019  | 2020  | 2021  | 2023  | 2024  |
| ↘1148 | ↘1139 | ↘1127 | ↘1112 | ↘1024 | ↘999  | ↘953  |
| 2025  |       |       |       |       |       |       |
| ↘931  |       |       |       |       |       |       |

## Экономика
Заготовка и переработка леса.

## Инфраструктура
Средняя общеобразовательная школа, дом культуры, спортивный зал, почтовое отделение.